# 4 타임스 스퀘어
콩데나스빌딩(4 Times Square)은 미국 뉴욕 타임스 스퀘어에 위치한 마천루이다. 콩데 나스트 빌딩(Condé Nast Building)이라도고 불린다.

## 같이 보기
- 뉴욕의 마천루 목록